# Eugene Mirman
Eugene Boris Mirman (født 1974) er en amerikansk stemmeskuespiller.